# 特許技監
特許技監（とっきょぎかん）は、日本における国家公務員の官職および役職のひとつである。特許庁に置かれ、特許庁長官に次ぐポスト。定員は1名。

## 概要
経済産業省組織令第134条において規定される「特別な職」であって、特許庁に1名置かれる。特許庁長官に次ぐポストであって、通常、特許庁の技官が就任することができる最高のポストである。英語名称としては、Deputy Commissioner が用いられる。

## 職務
特許技監は、命を受けて、工業所有権に関する審査および審判に関する事務のうち技術に関する重要事項を総括整理する（経済産業省組織令第134条第2項）。

## 歴代特許技監
- 大谷幸太郎（1972年7月 - ）
- 城下武文（1976年6月 - ）
- 松家健一（1979年1月 - ）
- 岩田弘（1981年4月 - ）
- 齋田信明（1983年4月 - ）
- 梅田勝（1985年5月 - ）
- 小花弘路（1987年1月 - ）
- 柴田勝隆（1989年2月 - ）
- 吉田豊麿（1990年6月 - ）
- 辻信吾（1991年7月 - ）
- 油木肇（1994年3月 - ）
- 清水啓助（1996年1月 - ）
- 佐々木信夫（1998年1月 - ）
- 石井正（1999年6月 - ）
- 大森陽一（2001年4月- ）
- 小野新次郎（2002年6月- ）
- 守屋敏道（2005年10月 - ）
- 南孝一（2008年7月 -）
- 櫻井孝（2011年7月 -）
- 木原美武（2013年7月-）
- 小柳正之（2015年7月-）
- 嶋野邦彦（2017年7月-）
- 岩崎晋（2020年4月-）
- 桂正憲 (2022年7月-)
- 安田太 (2024年7月-)

カッコ内は就任年月。